# Ricardo de Baños
Ricardo de Baños Martínez (Barcelona, 27 de agosto de 1882-8 de abril de 1939) fue un director de cine, productor y director de fotografía español, hermano del también director Ramón de Baños.

## Biografía
Pionero del cine mudo español, aprendió el oficio en la productora Gaumont de París. Estuvo involucrado en la industria del cine casi desde sus inicios. Dirigió su primera película, documental, en 1904. Después, aparte de documentales, rodó también desde 1905 escenas de zarzuela con el sistema de sonido Cronophone de Gaumont. En 1907 fundó con Alberto Marro la productora Hispano Films en la que también colaboró su hermano Ramón de Baños. Las desavenencias con su socio le hicieron fundar con su hermano Ramón en 1915 la productora barcelonesa Royal Films, a la que se han atribuido los primeros filmes pornográficos realizados en España. Como su propio nombre indica, estas películas se rodaron a instancias del Conde de Romanones, destacado político del momento, quien ejerció de intermediario entre sus autores y aquel al que iban dirigidas, el rey Alfonso XIII de Borbón.
 Su productora llegó a rodar entre cincuenta y setenta filmes, de los que solo han subsistido tres: Consultorio de señoras, El ministro y El confesor, todas ellas producidas en la década de 1920 y filmadas en la ciudad de Barcelona. En sus últimos años trabajó solamente como director de fotografía; en su largometraje El relicario, intervino también como productor y director y resultó un fracaso. Murió prematuramente en 1939. Su hermano continuó dedicado al cine.

## Filmografía principal

### Como director
- Bohemios, 1905
- El dúo de la Africana, 1905
- El húsar de la guardia, 1905
- Secreto de confesión, 1906
- Desfile de coches, 1906
- Mallorca, 1906
- Batalla de flores en Valencia, 1907
- El carnaval de Niza, 1907
- La Exposición Hispano-Francesa de Zaragoza, 1907
- Montserrat, 1907
- Barcelona en tranvía, 1908
- Don Juan Tenorio, 1908
- El sueño milagroso, 1909
- Secreto de confesión, 1909
- Barcelona y su puerto a vista de pájaro, 1909
- Campaña del Riff, 1909
- Celos gitanos, 1909
- Locura de amor, 1909
- Dos guapos frente a frente, 1909
- Don Juan de Serrallonga, 1910
- Baixant de la font del Gat, 1910
- Don Pedro el Cruel, 1911
- Carmen o la hija del bandido, 1911
- La madre, 1912
- Los amantes de Teruel, 1912
- Laura y sus pretendientes, 1913
- La fuerza del destino, 1913
- Magda, 1913
- Entre ruinas, 1914
- Noche de sangre, 1914
- La malquerida, 1914
- Rosalinda, 1914
- Los cascabeles fantasmas, 1916
- El idiota de Sevilla, 1916
- Sangre y arena, 1917
- La sombra del polaco, 1917
- Fuerza y nobleza, 1917
- Coronación de la virgen de Valencia, 1917
- La cortina verde, 1918
- Los arlequines de seda y oro, 1919
- El judío polaco, 1920
- Don Juan Tenorio, 1922
- El relicario, 1933
- El castigador castigado, 1936
- Y tú, ¿qué haces?, 1937.